# Kvalvåg
Kvalvåg is een plaats in de Noorse gemeente Kristiansund, gelegen op het eiland Frei, provincie Møre og Romsdal. Kvalvåg telt 235 inwoners (2007) en heeft een oppervlakte van 0,21 km².